# Крутоголов, Алексей Романович
Алексей Романович Крутоголов (1917—1994) — лейтенант МВД СССР, участник советско-финской и Великой Отечественной войны, Герой Советского Союза (1940).

## Биография
Алексей Крутоголов родился 12 марта 1917 года в селе Александровка (ныне — Павловский район Воронежской области). Окончил среднюю школу и автомобильный техникум, после чего работал трактористом. В 1936—1938 годах проходил службу в Рабоче-крестьянской Красной Армии. В 1939 году Крутоголов повторно был призван в армию. Участвовал в боях советско-финской войны, будучи командиром отделения 234-го отдельного сапёрного батальона 50-го стрелкового корпуса 7-й армии Северо-Западного фронта.
3 февраля 1940 года во время прорыва финской обороны в районе населённого пункта Хотинен в 26 километрах к юго-востоку от Выборга (ныне в Ленинградской области) отделение Крутоголова успешно взорвало вражеский дот. 6-9 февраля оно обезвредило 364 фугаса и мины в районе железнодорожной станции «Перо» (ныне — Перово Выборгского района). 2 марта 1940 года, пытаясь обезвредить очередную мину, Крутоголов получил тяжёлое ранение.
Указом Президиума Верховного Совета СССР от 21 марта 1940 года за «образцовое выполнение боевых заданий командования на фронте борьбы с финской белогвардейщиной и проявленные при этом отвагу и геройство» младший командир Алексей Крутоголов был удостоен высокого звания Героя Советского Союза с вручением ордена Ленина и медали «Золотая Звезда» за номером 376.
В 1940 году был уволен в запас. В третий раз был призван в армию в 1941 году и направлен на фронт Великой Отечественной войны. Участвовал в битве за Москву, был тяжело ранен. В 1942 году Крутоголов был уволен из армии. Работал в органах МВД СССР. В 1954 году в звании лейтенанта он вышел в отставку. Проживал в городе Крымске Краснодарского края. Умер 16 мая 1994 года.
Был также награждён орденом Отечественной войны 1-й степени и рядом медалей.